# Biston dargei
Biston dargei  är en fjärilsart som beskrevs av Claude Herbulot, 1973. Biston dargei  ingår i släktet Biston och familjen mätare, Geometridae. Inga underarter finns listade i Catalogue of Life.